# Re dei Paesi Bassi
Re dei Paesi Bassi è il titolo usato per indicare il capo di Stato del Regno dei Paesi Bassi. Nella Costituzione neerlandese, il capo di Stato è chiamato semplicemente "Re". La legge neerlandese e i decreti reali si aprono con il preambolo Noi, (nome del capo di Stato), per grazia di Dio, Re(gina) dei Paesi Bassi, Principe(essa) di Orange-Nassau, ecc. ecc..

## Titolo
Il Re può essere un uomo o una donna. Se il "Re" è una donna, le viene dato il titolo di Regina (con obbligo costituzionale). La moglie di un capo di Stato è generalmente una principessa, ma può essere nominata (per decisione legale) con il titolo di Regina (senza obblighi costituzionali). Per evitare confusione con il termine costituzionale "Re", il coniuge maschile di un capo di Stato non viene chiamato Re. In questi casi, al principe consorte viene dato il titolo di "principe dei Paesi Bassi". Il Re dei Paesi Bassi detiene anche una serie di titoli nobiliari e signorili ereditari. Ad eccezione dei titoli di "Re dei Paesi Bassi" e "Principe di Orange-Nassau", nell'uso normale non si portano questi cosiddetti "grandi titoli", che sono sostituiti nel preambolo da "ecc. ecc. ecc.".
Segue la titolatura integrale del corrente sovrano: Guglielmo Alessandro, per Grazia di Dio Re dei Paesi Bassi, principe di Orange-Nassau, junker di Amsberg, marchese di Veere e Flessinga, conte di Katzenelnbogen, Vianden, Diez, Spiegelberg, Buren, Leerdam e Culemborg, burgravio di Anversa, barone di Breda, Diest, Beilstein, la città di Grave e le terre di Cuijk, IJsselstein, Cranendonck, Eindhoven, Liesveld, Herstal, Warneton, Arlay e Nozeroy, libero ed ereditario signore di Ameland, signore di Borculo, Breedevoort, Lichtenvoorde, Het Loo, Geertruidenberg, Klundert, Zevenbergen, Alta e Bassa Zwaluwe, Naaldwijk, Polanen, Sint-Maartensdijk, Soest, Baarn, Ter Eem, Willemstad, Steenbergen, Montfort, San Vito, Bütgenbach, Niervaart, Daasburg, Turnhout e Besanzone.

## Funzione
Il ruolo del Re nel governo è descritto nell'articolo 2 dello Statuto del Regno dei Paesi Bassi. Le disposizioni in materia di successione e matrimonio sono contenute nel Capitolo 2 della Costituzione.
Con la revisione della Costituzione del 1848 di Johan Rudolph Thorbecke, il potere del Re fu limitato. Il Re è inviolabile e i ministri responsabili. I ministri devono rendere conto al Parlamento delle politiche del governo.
Il Re dirige il governo del Regno e di ciascuna delle regioni di esso. Nella parte caraibica del Regno, è rappresentato da un governatore. In qualità di capo di Stato, il Re effettua visite (di Stato), riceve capi di Stato, altri dignitari e nuovi ambasciatori, presta giuramento a vari funzionari e simboleggia l'unità dello Stato. Rappresenta inoltre il Regno in patria e all'estero.
Insieme ai ministri, forma il governo. Il Re simboleggia l'unità del governo. In questa veste, il Re è colui che firma le leggi e i decreti reali e ratifica i trattati internazionali. Questo ruolo richiede generalmente una contrassegnazione da parte di un ministro o di un Segretario di Stato. In particolare, le leggi e le ordinanze in consiglio passano più volte attraverso il Re nel processo legislativo e normativo, perché il Re le presenta al Consiglio di Stato e al Parlamento a nome del governo. Il Re riceve i verbali del Consiglio dei ministri, parla di persona settimanalmente con il Primo ministro e regolarmente con gli altri ministri ed effettua regolarmente visite di lavoro con loro nell'ambito delle loro aree politiche. Inoltre, il Re ottiene informazioni da altri politici e da innumerevoli altre persone della società neerlandese. Le conoscenze acquisite in questo processo gli consentono di dare sostanza ai diritti e ai doveri che gli derivano dalla Costituzione. Nel farlo, utilizza i tre diritti di un monarca in una democrazia moderna: il diritto di essere informato, di avvertire e di incoraggiare. Il giorno del bilancio, il Re pronuncia il discorso dal trono a nome del governo. I ministri sono responsabili delle azioni del Re. Il capo di Stato ha quindi il dovere, all'interno della corona, di coordinare le sue azioni con i ministri.
Secondo la Costituzione, il Re presiede il Consiglio di Stato, una funzione puramente cerimoniale e simbolica. La gestione quotidiana spetta al Vicepresidente.
Al termine della formazione del gabinetto, il Re nomina e fa giurare i nuovi ministri. Durante la formazione del gabinetto, in virtù della sua funzione costituzionale di capo di Stato e membro del governo, il Re viene informato sull'andamento degli eventi.
Oltre ai suoi doveri formali di capo di Stato, il Re ha un ruolo unificante, rappresentativo e di incoraggiamento, dà un volto ai sentimenti nazionali dei cittadini in occasione di eventi gioiosi e tristi, è rappresentante del Regno. Il Re deve tenersi il più possibile informato sugli sviluppi del Regno. Questo comporta che lui e altri membri della Casa Reale siano presenti ogni anno a molte cerimonie di apertura, celebrazioni, commemorazioni e altri eventi ufficiali.

### Diritti e doveri costituzionali
Alla morte del Re o alla sua abdicazione, il successore (se presente) diventa Re. Se non c'è un successore, un nuovo Re viene nominato dagli Stati Generali.
Il capitolo 2 della Costituzione neerlandese regola la successione al trono. La corona è affidata ai discendenti del re Willem I, principe di Orange Nassau. Quando c'è la prospettiva che un erede venga a mancare, può essere nominato un successore per legge.

La costituzione stabilisce inoltre che il re venga inaugurato. L'inaugurazione avviene nella capitale Amsterdam in una riunione pubblica degli Stati Generali. Al momento dell'insediamento, il Re presta giuramento. Tale giuramento è stato inserito per l'ultima volta in una normativa del 1992, la Legge sul giuramento e l'insediamento del Re. Il testo recita:
"Giuro (prometto) ai popoli del Regno che manterrò e sosterrò sempre lo Statuto del Regno e la Costituzione.
Giuro (prometto) che difenderò e preserverò l'indipendenza e il territorio del Regno con tutte le mie forze; che proteggerò la libertà e i diritti di tutto il popolo neerlandese e di tutti i residenti e utilizzerò tutti i mezzi che le leggi mi mettono a disposizione per mantenere e promuovere la prosperità, come un Re buono e fedele è obbligato a fare.
Quindi aiutami Dio Onnipotente!

(Prometto!)"

## Panoramica
Vedere l'elenco dei sovrani dei Paesi Bassi per l'articolo principale su questo argomento.
Il primo re dei Paesi Bassi della Casa degli Orange fu Willem I dei Paesi Bassi. Divenne re nel marzo 1815. La regalità è ereditaria e fu ereditata fino al 1887 secondo il sistema di successione semisalico. Nel 1887 entrò in vigore il sistema castigliano. Nel 1923 la successione fu limitata al terzo grado di consanguineità con il re regnante. Nel 1983 è stata introdotta la primogenitura assoluta come sistema di successione ereditaria.
Il Regno dei Paesi Bassi ha avuto i seguenti capi di stato:
| Nome             | Mandato                                  | Termine mandato |
| ---------------- | ---------------------------------------- | --------------- |
| Willem I         | dal 16 marzo 1815 al 7 ottobre 1840      | Abdicazione     |
| Willem II        | dal 7 ottobre 1840 al 17 marzo 1849      | Morte           |
| Willem III       | dal 17 marzo 1849 al 23 novembre 1890    | Morte           |
| Wilhelmina       | dal 23 novembre 1890 al 4 settembre 1948 | Abdicazione     |
| Juliana          | dal 4 settembre 1948 al 30 aprile 1980   | Abdicazione     |
| Beatrix          | dal 30 aprile 1980 al 30 aprile 2013     | Abdicazione     |
| Willem-Alexander | dal 30 aprile 2013                       |                 |

## Regina regnante
La Legge del 22 giugno 1891, relativa alle forme legalmente stabilite, ai titoli d'ufficio e alle designazioni ufficiali in relazione al passaggio della Corona alla Regina stabilisce (all'articolo 1) che, finché la Regina porterà la corona, nell'uso di tutte le forme legalmente stabilite, dei titoli d'ufficio e delle designazioni ufficiali, in cui compare la parola "Re", si userà invece la parola "Regina", "tenendo conto dei cambiamenti linguistici resi necessari da ciò".
Questo valeva dal momento dell'entrata in vigore della legge fino al Cambio del trono nel 2013. Riguardava, ad esempio, il preambolo e i termini Commissario e Gabinetto del Re.

## Supporto
Il Re è supportato nello svolgimento delle sue funzioni da diverse organizzazioni:
- Gabinetto del Re. Prepara le visite di Stato, le visite di lavoro e il giuramento. È anche il collegamento tra il Re e gli altri membri del governo. Le richieste al Re vengono inoltrate dal Gabinetto ai ministri responsabili.
- Servizio della Casa Reale. Questo servizio supporta il Re, la Regina e gli altri membri della Casa Reale nel loro lavoro quotidiano. Il suo personale lavora principalmente presso il Paleis Noordeinde all'Aia.
- Il Servizio di Informazione dello Stato fornisce notizie sulla Casa Reale e fa parte organizzativamente del Ministero degli Affari Generali.